# 曹科·约瑟夫
曹科·约瑟夫（匈牙利語：Czakó József，1906年6月11日—1966年9月12日），罗马尼亚男子足球运动员，司职中场。他曾代表罗马尼亚国家队参加1930年国际足联世界杯，结果队伍止步小组赛阶段。